# Вармус, Харолд
Харолд Эллиот Вармус (англ. Harold E. Varmus; род. 18 декабря 1939, Фрипорт, Нью-Йорк) — американский врач-вирусолог, лауреат Нобелевской премии по физиологии и медицине 1989 года «за открытие клеточной природы ретровирусных онкогенов», которую он разделил с Майклом Бишопом. Директор Национальных институтов здравоохранения (1993—1999). С 2010 по 2015 год директор Национального института онкологии. В 2008—2010 гг. сопредседатель United States President's Council of Advisors on Science and Technology. В 2000—2010 гг. президент и управляющий Мемориального онкологического центра Слоан-Кеттеринга (Нью-Йорк). Член Национальных Академии наук (1984) и Медицинской академии (1991) США, а также Американского философского общества (1994), иностранный член Лондонского королевского общества (2005). Удостоен Национальной научной медали (2001).

## Биография
Родился в Фрипорте (округ Нассо) в семье врача Фрэнка Вармуса (1907—1972) и психиатрического социального работника Беатрис Бараш (1911—1971), из семей еврейских иммигрантов из Австро-Венгерской империи (со стороны отца — из Лопушны). Окончил как филолог Амхёрстский колледж и Гарвардский университет (магистр). Выпускник Колумбийского колледжа врачей и хирургов (Нью-Йорк). Будучи студентом работал в одной из индийских больниц. Работал в Колумбийском пресбитерианском госпитале в 1968—1969 годах и прошёл короткую стажировку в Национальных институтах здравоохранения, где начал изучать как цАМФ регулирует экспрессию бактериальных генов. В 1970 году переехал в Сан-Франциско в Университет Калифорнии как пост-докторант в лабораторию Майкла Бишопа. С 1970 года профессор отдела микробиологии и иммунологии. С 1984 года именной профессор молекулярной вирусологии. 
В 1989 году Бишоп и Вармус получили за свои исследования Нобелевскую премию по физиологии и медицине.
В настоящее время работает в Weill Cornell Medicine в Нью-Йорке. Женат, двое сыновей
В 1992 году подписал «Предупреждение человечеству».
В 2016 году подписал письмо с призывом к Greenpeace, Организации Объединенных Наций и правительствам всего мира прекратить борьбу с генетически модифицированными организмами (ГМО).
Его мемуары The Art and Politics of Science (2009) в том же году были отмечены Phi Beta Kappa Science Book Award.

## Награды и отличия
- Премия Альберта Ласкера за фундаментальные медицинские исследования (1982)
- Международная премия Гайрднера (1984)
- Премия Альфреда Слоуна[англ.] (1984)
- Simon M. Shubitz Cancer Prize and Lectureship (1984)
- Нобелевская премия по физиологии и медицине (1989)
- Национальная научная медаль в номинации «Биологические науки» (2001)
- Премия Вэнивара Буша (2001)
- Шрёдингеровская лекция (Имперский колледж Лондона) (2002)
- Double Helix Medal[англ.], Лаборатория в Колд-Спринг-Харбор (2011)
- Glenn T. Seaborg Medal[англ.] (2012)